# 極限巔峰
《極限巔峰》是由育碧安錫開發並由育碧發行在Microsoft Windows、PlayStation 4和Xbox One平台上的體育遊戲，於2016年12月2日於全球公開發售。遊戲非常注重線上多人遊戲，並專注於與其他玩家線上比賽各種冬季極限運動。

## 遊戲玩法
《極限巔峰》是一款極限運動遊戲，有一個可供玩家在阿爾卑斯山或德納利山（前稱為麥金利峰）自由探索的的開放世界，官方後來亦在DLC中加入日本和韓國（包含2018年平昌冬奥会的賽道）的山脈。遊戲可以以第一人稱或第三人稱的視角進行，且可取決於玩家的意願自由切換。《極限巔峰》還可以在比賽時使用GoPro相機拍攝。四種包括在遊戲內的極限運動有滑雪、單板滑雪、飛鼠裝滑翔運動和滑翔傘，同時有些地方需要遠足才可到達。DLC發行後，《極限巔峰》多了四個極限運動可供遊玩，它們分別是渦輪噴氣發動機包、雪撬、低空跳傘和滑翔傘競速。玩家可以使用遊戲的菜單在這些活動之間切換。
《極限巔峰》是一款以線上模式為重點的遊戲，玩家們可以共享同一個遊戲世界，同時參與各種體育活動。當開啟「衝撞模式」時則玩家之間可以互相衝撞。為了更快地探索遊戲世界，玩家可以使用「山景模式」以在地圖內顯示一些「降落區域」，這些「降落區域」可以視作快速旅行點，允許玩家到達遊戲世界的不同部分，而無需實際的移動。《極限巔峰》有各種可以通過探索世界來發現和解鎖的隱藏比賽、挑戰和秘密區域。另外，系統為玩家配備了一個雙筒望遠鏡，可用於發現新的位置。
遊戲有一個特技系統，允許在滑雪或單板滑雪時做出旋轉和抓滑板等特殊動作，同時系統會根據動作的難易度給予分數。如果玩家在比賽中表現出色的話則會獲得獎牌以作獎勵。若在挑戰期間摔倒，他們也可以立即重啟或查看角色在摔倒時所承受的G力。當做這些極限運動時，系統會自動記錄玩家走過的路徑，並可以通過進入山地模式查看。玩家可以使用暫停、倒帶或重放功能來截出屏幕截圖，觀看自己的特技數據和其他玩家做出的動作。這些重播還可以分享到遊戲社區和各種社交網站。另外，玩家可以設置和分享他們的雪道作為給其他玩家的挑戰。
遊戲有六種遊玩風格。「探索者」（Explorer）要求玩家探勘《極限巔峰》的世界，發現新的挑戰或地點；「自由式滑雪者」（Freestyler）專注於特技的精確性和準確度；「拾骨者」（The Bone Collector）會獎勵那些做出滑稽特技或摔倒的玩家；「極限騎手」（Extreme Rider）集中在勇於挑戰最極端和危險路線的玩家；「職業騎手」（Pro Rider）適用於尋求在比賽中勝過對手的人；最後的一種遊玩風格是「自由騎手」（Freerider），指混合三種風格的玩家，如果他們探勘世界、做出精確並冒險做出危險的特技時，玩家會獲得獎勵。當六種遊玩風格都達到傳奇級數時，玩家角色會達到「終極傳奇」的等級。而在之後發佈的幾個DLC中，玩家可以於從中體驗冬季世界極限運動會，並可參加一個名叫「冬季慶典」（Winterfest）的活動，打敗多個對手以成為「冬季之王」（King of Winter）。另外在《奧運之路》DLC中則有一個新的故事模式，玩家在那裡會飾演一個有抱負的運動員，他希望完成一系列比賽以得到參加2018年冬奧的資格，並成為史上首個在空中翻轉、斜面技巧和半管賽三個自由式項目都獲得金牌的選手。

## 開發
《極限巔峰》的開發商為育碧安錫，此前曾製作刺客教條系列和细胞分裂系列的多人模式以及協助開發《湯姆克蘭西：全境封鎖》。這次協助開發的是育碧烏克蘭和蒙彼利埃，而此作亦是育碧安錫的第一款原創遊戲。《極限巔峰》的開發始於2013年底，其概念來自於緊鄰著安錫的阿爾卑斯山，以及因遊戲世界過於龐大而需要加入如滑翔傘等工具的《火線獵殺：野境》，特技摩托賽系列亦是其中一個影響遊戲設計的因素。育碧最初不願給予經費，但後來還是對該作品的製作開綠燈，主要原因是YouTube上極限運動影片的大量普及。因為YouTuber們和其他遊戲實況主的重新推廣，開發人員也受到《極限滑板3》的啟發。據《極限巔峰》總監伊戈爾·曼索（Igor Manceau）所說，開發團隊把遊戲提議給育碧，是因為其在線模式的結構與開放世界是體育類型作品的新元素。
曼索稱《極限巔峰》是整個開發團隊的「熱情之作」和「自然存在的進步」，它的設計可供新手遊玩，也可讓體育類型作品的粉絲玩得開心。育碧安鍚還與極限運動相關企業合作，並諮詢幾位職業滑雪運動員、極限運動員和專家，例如路易·艾金斯（Louis Aikins）、凱文·羅蘭、薩米·魯貝克（Sammy Luebke）和奧拉西奧·洛倫斯（Horacio Llorens）。不幸的是，其中一位名叫瑪蒂達·拉帕波特的職業滑雪選手在參與《極限巔峰》宣傳影片的拍攝期間，因突然的雪崩被埋於智利法雷洛尼斯的滑雪場內，雖然之後遭送到聖地亞哥的醫院搶救，但仍傷重不治，享年僅30歲。
2016年2月，育碧公佈《極限巔峰》在他們的2017年財政年度將會以多人模式的開發為中心，並把該IP描述為擁有大量線上要素的「高潛力」作品。遊戲之後在E3 2016的育碧新聞發佈會上以閉幕作的身份遭公開，開發商也在那裡展出一個預告片和可玩的演示。在正式發布前，《極限巔峰》曾公佈過一個公開測試版。2016年12月2日，遊戲正式Microsoft Windows、PlayStation 4和Xbox One發行，之後他們亦隨即釋出包含新地圖——阿拉斯加山脈的免費更新。
2017年1月12日，育碧宣佈將會發佈《極限巔峰》的Nintendo Switch版本，然而在翌年的8月9日，遊戲官方的Twitter帳號發了一則推文，表示Nintendo Switch版的開發已經終止，原因是開發團隊希望專注為其他平台帶來新內容。2019年1月，《極限巔峰》開始免費讓PlayStation Plus的參與用戶遊玩。

### 其他版本
2017年1月12日，Ubisoft公開《極限巔峰》的任天堂Switch版本，然而在翌年的8月9日，遊戲的官方Twitter公佈已終止任天堂Switch版的開發，以專注於為其他平台帶來新的內容。
《極限巔峰》在發布週期的第一年就支持季票，其包括增加雪橇和新挑戰的DLC《冬季慶典包》、有競速和低空跳傘的《極限包》和多了夜間比賽和新裝備的《腎上腺素包》。發布週期的第二年方面則有《X Games Pass》可供購買，內有增加渦輪噴氣發動機包的DLC《Rocket Wings》、添設90年代主題衣服《90s》，以及同名的《X Games DLC》，允許玩家進入冬季世界極限運動會模式的比賽。
在E3 2017上，育碧宣佈將在同年12月5日發佈冬季奧運擴展包——《奧運之路》。該擴展包加入了韓國和日本的山脈地圖，讓玩家得以體驗2018年的冬季奧運會。此外，《極限巔峰》還包含其他幾個包含服飾的小型DLC包，以及以真錢購買遊戲內貨幣的能力。

## 評價
《極限巔峰》三個版本的評價在Metacritic上皆為「好壞參半」，其中PC和XONE版的分數都是72/100，而PS4版則是71/100分。雖然評論家們普遍讚揚遊戲擁有廣闊的開放世界和令人愉悅的活動，但他們也指出遊戲缺乏方向和整體規模。
《Game Informer》的馬修·加藤（Matthew Kato）為《極限巔峰》打出8.5/10分並給予正面的評價，讚揚其開放世界、遊戲玩法和氛圍非常迷人，但亦同時批評作品的技巧系統偏向方便性，使得整部作品與托尼·霍克系列沒有任何相似之處。《IGN》的T·J·哈弗（TJ. Hafer）持有與加藤類似的觀點，給予作品7.9/10分，並指《極限巔峰》擁有所有電子遊戲中「最多樣、視覺上最有趣的開放世界」之一，其巨大性只會讓人玩而生畏，但美中不足的是玩家只遊玩特定運動的話，就難以升級和解鎖新的地圖。而《GameSpot》的利夫·強森（Leif Johnson）則為《極限巔峰》給出7/10分，他讚許遊戲擁有一個不需大量載入時間便能看到的寬大而美麗的開放世界，以及只需從山上下來就可以像完成挑戰一樣有意義，但他亦指出滑翔傘的可玩性較低。

### 擴充包
在《奧運之路》擴充包發行後，馬修·加藤指它的內容太少，並批評新的故事模式和韓國山脈地圖，但他表示很享受日本山脈的賽道。加藤形容該擴充包是一個導演做不出奧運元素，但仍要半心半意地嘗試做出的「戲劇」，更間接地限制了《極限巔峰》的發展。相比起前者，《Hardcore Gamer》的克里斯·什維（Chris Shive）的批評力度較少，稱其新模式為一個讓許多玩家都習以為常，並有著明確目標的故事，同時也讚賞其令人嘖嘖稱奇的視覺效果，特別是在日本山區。
《X Games Pass》擴充包則被《Eurogamer》的米凱萊·索拉佐（Michele Sollazzo）形容為《極限巔峰》的最終形式，亦是開發的完結。悖還指出該DLC與之前的冬奧擴充包形成了鮮明的對比，原因是它的題材主要集中在極限運動上。而即使《X Games Pass》本身的內容較少，但索拉佐仍然覺得它非常具挑戰性。

## 外部連結
- 官方网站